# Španělsko na Hopmanově poháru
Španělsko na Hopmanově poháru poprvé startovalo ve druhém ročníku, hraném roku 1990.
Španělský tým turnaj vyhrál čtyřikrát, a to v letech 1990 (Arantxa Sánchezová Vicariová, Emilio Sánchez), 2002 (Arantxa Sánchezová Vicariová, Tommy Robredo), 2010 (María José Martínezová Sánchezová, Tommy Robredo) a 2013 (Anabel Medinaová Garriguesová, Fernando Verdasco). Dvakrát se také probojovalo do finále. V roce 1993 v něm podlehlo Německu a roku 2007 nestačilo na Rusko.
Týmovým statistikám vévodí Arantxa Sánchezová Vicariová, která vyhrála nejvyšší počet dvaceti jedna zápasů, z toho dvanácti dvouher a devíti čtyřher. Rovněž tak za španělský výběr nastoupila do nejvyššího počtu sedmi ročníků. 

## Tenisté
Tabulka uvádí seznam španělských tenistů, kteří reprezentovali stát na Hopmanově poháru.
| Jméno                          | Celkem | Dvouhra | Čtyřhra | Poprvé | Startů |
| ------------------------------ | ------ | ------- | ------- | ------ | ------ |
| Lara Arruabarrenová            | 3–3    | 1–2     | 2–1     | 2017   | 1      |
| Albert Costa                   | 0–2    | 0–1     | 0–1     | 1995   | 1      |
| David Ferrer                   | 2–3    | 2–1     | 0–2     | 2019   | 1      |
| Feliciano López                | 3–3    | 1–2     | 2–1     | 2017   | 1      |
| Conchita Martínezová           | 1–3    | 0–2     | 1–1     | 1994   | 2      |
| María José Martínez Sánchezová | 6–1    | 3–1     | 3–0     | 2010   | 1      |
| Anabel Medina Garriguesová     | 15–12  | 1–8     | 5–4     | 2007   | 4      |
| Carlos Moyà                    | 3–6    | 1–4     | 2–2     | 1998   | 2      |
| Garbiñe Muguruzaová            | 1–4    | 1–2     | 0–2     | 2019   | 1      |
| Tommy Robredo                  | 20–6   | 11–3    | 9–3     | 2002   | 4      |
| Virginia Ruanová Pascualová    | 1–5    | 0–3     | 1–2     | 2003   | 1      |
| Emilio Sánchez                 | 8–11   | 3–7     | 5–4     | 1990   | 5      |
| Arantxa Sánchezová Vicariová   | 21–11  | 12–5    | 9–6     | 1990   | 7      |
| Fernando Verdasco              | 8–6    | 2–6     | 6–0     | 2012   | 2      |
| Daniel Muñoz de la Nava        | 0–6    | 0–3     | 0–3     | 2014   | 1      |

## Výsledky
| Rok    | Fáze soutěže     | Místo konání         | Soupeř         | Výsledek | Stav   |
| ------ | ---------------- | -------------------- | -------------- | -------- | ------ |
| 1990   | čtvrtfinále      | Burswood Dome, Perth | Rakousko       | 2–1      | výhra  |
| 1990   | semifinále       | Burswood Dome, Perth | Československo | 2–1      | výhra  |
| 1990   | finále           | Burswood Dome, Perth | Spojené státy  | 2–1      | výhra  |
| 1991   | čtvrtfinále      | Burswood Dome, Perth | Francie        | 1–2      | prohra |
| 1992   | čtvrtfinále      | Burswood Dome, Perth | Nizozemsko     | 2–1      | výhra  |
| 1992   | semifinále       | Burswood Dome, Perth | Švýcarsko      | 0–3      | prohra |
| 19931) | čtvrtfinále      | Burswood Dome, Perth | Švýcarsko      | 2–1      | výhra  |
| 19931) | semifinále       | Burswood Dome, Perth | Česko          | 2–1      | výhra  |
| 19931) | finále           | Burswood Dome, Perth | Německo        | 1–2      | prohra |
| 1994   | čtvrtfinále      | Burswood Dome, Perth | Rakousko       | 1–2      | prohra |
| 1995   | čtvrtfinále      | Burswood Dome, Perth | Francie        | 0–3      | prohra |
| 1998   | základní skupina | Burswood Dome, Perth | Slovensko      | 2–1      | výhra  |
| 1998   | základní skupina | Burswood Dome, Perth | Austrálie      | 1–2      | prohra |
| 1998   | základní skupina | Burswood Dome, Perth | Švédsko        | 2–1      | výhra  |
| 19992) | základní skupina | Burswood Dome, Perth | Francie        | 1–2      | prohra |
| 19992) | základní skupina | Burswood Dome, Perth | Austrálie      | 0–3      | prohra |
| 20023) | základní skupina | Burswood Dome, Perth | Argentina      | 3–0      | výhra  |
| 20023) | základní skupina | Burswood Dome, Perth | Švýcarsko      | 3–0      | výhra  |
| 20023) | základní skupina | Burswood Dome, Perth | Austrálie      | 3–0      | výhra  |
| 20023) | finále           | Burswood Dome, Perth | Spojené státy  | 2–1      | výhra  |
| 2003   | základní skupina | Burswood Dome, Perth | Belgie         | 1–2      | prohra |
| 2003   | základní skupina | Burswood Dome, Perth | Spojené státy  | 0–3      | prohra |
| 2003   | základní skupina | Burswood Dome, Perth | Uzbekistán     | 2–1      | výhra  |
| 20074) | základní skupina | Burswood Dome, Perth | Chorvatsko     | 3–0      | výhra  |
| 20074) | základní skupina | Burswood Dome, Perth | Česko          | 1–2      | prohra |
| 20074) | základní skupina | Burswood Dome, Perth | Indie          | 2–1      | výhra  |
| 20074) | finále           | Burswood Dome, Perth | Rusko          | 0–2      | prohra |
| 20105) | základní skupina | Burswood Dome, Perth | Spojené státy  | 3–0      | výhra  |
| 20105) | základní skupina | Burswood Dome, Perth | Rumunsko       | 3–0      | výhra  |
| 20105) | základní skupina | Burswood Dome, Perth | Austrálie      | 3–0      | výhra  |
| 20105) | finále           | Burswood Dome, Perth | Velká Británie | 2–1      | výhra  |
| 2012   | základní skupina | Burswood Dome, Perth | Austrálie      | 2–1      | výhra  |
| 2012   | základní skupina | Burswood Dome, Perth | Čína           | 2–1      | výhra  |
| 2012   | základní skupina | Burswood Dome, Perth | Francie        | 0–2      | prohra |
| 20136) | základní skupina | Perth Arena, Perth   | Jižní Afrika   | 2–1      | výhra  |
| 20136) | základní skupina | Perth Arena, Perth   | Francie        | 2–1      | výhra  |
| 20136) | základní skupina | Perth Arena, Perth   | Spojené státy  | 3–0      | výhra  |
| 20136) | finále           | Perth Arena, Perth   | Srbsko         | 2–1      | výhra  |
| 2014   | základní skupina | Perth Arena, Perth   | Česko          | 0–3      | prohra |
| 2014   | základní skupina | Perth Arena, Perth   | Spojené státy  | 0–3      | prohra |
| 2014   | základní skupina | Perth Arena, Perth   | Francie        | 0–3      | prohra |
| 2017   | základní skupina | Perth Arena, Perth   | Austrálie      | 2–1      | výhra  |
| 2017   | základní skupina | Perth Arena, Perth   | Spojené státy  | 0–3      | prohra |
| 2017   | základní skupina | Perth Arena, Perth   | Česko          | 2–1      | výhra  |
| 20197) | základní skupina | Perth Arena, Perth   | Německo        | 0–3      | prohra |
| 20197) | základní skupina | Perth Arena, Perth   | Austrálie      | 1–2      | prohra |
| 20197) | základní skupina | Perth Arena, Perth   | Francie        | 2–1      | výhra  |

- 1) Německo ve finále vedlo již 2–0 na utkání. Do smíšené čtyřhry již nenastoupilo, poslední bod tak připadl Španělsku.[1]
- 2) Do finále 1999 Španělsko nenastoupilo a v zápase proti Jihoafrické republice jej nahradilo Zimbabwe.[1]
- 3) Poslední zápas základní skupiny proti Austrálii byl zrušen a Španělsko tak vyhrálo bez boje poměrem 3–0. Důvodem byl zdravotní stav Lleytona Hewitta, u kterého byly diagnostikovány plané neštovice. Dvouhra žen proběhla ve formě exhibice.[3]
- 4) Smíšená čtyřhra ve finále proti Rusku nebyla odehrána.[1]
- 5) V utkání proti Rumunsku skrečoval Victor Hănescu dvouhru a do smíšené čtyřhry nenastoupil. Španělsko tak vyhrálo poměrem 3–0.[4]
- 6) Do utkání s USA kvůli zranění kolena nemohl nastoupit Američan John Isner. Španělé tak vyhráli kontumačně poměrem 3–0. Utkání se odehrálo exhibičně, za Isnera zaskočil australský junior Thanasi Kokkinakis. Exhibici vyhráli Španělé 2–1.[5]
- 7) Do smíšené čtyřhry posledního zápasu základní skupiny proti Francii nastoupila namísto zraněné Muguruzaové Američanka Whitney Osuigweová. Francouzskému páru se tak automaticky započetla výhra v poměru 4–0, 4–0 na gamy.